# 冊亨県
冊亨県（さつこう-けん）は中華人民共和国貴州省の黔西南プイ族ミャオ族自治州に位置する県。県人民政府は者楼街道。

## 行政区画
- 街道：者楼街道、納福街道、高洛街道
- 鎮：丫他鎮、巧馬鎮、秧壩鎮、岩架鎮、八渡鎮、冗渡鎮、坡妹鎮、双江鎮、弼佑鎮
- 郷：百口郷

## 交通

### 鉄道
- 中国鉄路総公司
  - 南昆線
    - 冊亨駅

### 道路
- 高速道路
  - 汕昆高速道路
  - S62 余安高速道路
- 国道
  - G324国道